# ملعب الشرطة
ملعب الشرطة (بالإنجليزية: Al-Shorta Stadium) كان ملعب كرة قدم يقع في بغداد، العراق، وكان قادرًا على استيعاب 8634 متفرج. كان الملعب الرسمي لنادي الشرطة.

## التاريخ

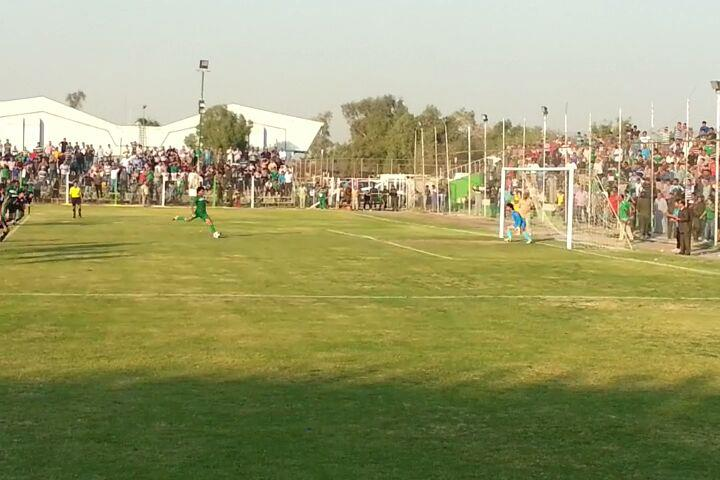
نشأت أكرم ينفذ ركلة جزاء على ملعب الشرطة عام 2013

في الثمانينيات، قرر نادي الشرطة بناء ملعبه الخاص بمقر النادي بشارع فلسطين ، وأشرف على تشييد الملعب رئيس النادي عبد القادر زينال. تم تنفيذ أعمال البناء من قبل عمال النادي والمتطوعين وافتتح الملعب لمباراته الأولى في 23 كانون الأول 1990 حيث فاز الشرطة على التجارة بنتيجة 3-2. تم هدم الملعب في آذار 2014 لتسهيل بدء الأعمال الإنشائية للمدينة الرياضية الجديدة للنادي.